# アイシロシ
アイシロシ（アイヌ語: Aysirosi）、またはイトゥクパとは、アイヌが用いる鏃に刻みこまれた印であり、家紋としての役割も果たす文様である。

## 目的
アイシロシは狩猟生活をするアイヌにとって重要な役割を持っていた。弓矢での簡素な狩猟法では、たとえ矢毒を用いたとしてもヒグマのような大型獣は即死させることができず、射た地点から離れた場所で死ぬ時もある。その場合、誰の矢で死んだ獲物か、つまり獲物の所有権が誰にあるか判定することが難しい。そのため、判断を容易にするため判定印として鏃に刻まれた。
例として、矢に刺さって死んでいる鹿を見つけた場合、そのアイシロシを見て、持ち主に知らせたとされ、勝手に自分の獲物とはしなかった。
また、イオマンテなど重要な神事の折は、神前に捧げるイナウの先端にアイシロシを刻み込む。

### 家紋としての役割
北海道日高支庁、平取町出身のアイヌ文化伝承者・萱野茂の祖先伝承によると、かつて3人の兄弟がそれぞれの地に移住することになり、新しいアイシロシを考える必要性が出た。考えた末、海の漁生活も体験したことがあったので、シャチの背びれをかたどることになった。長男は背びれの下の線を一本に、次男は二本に、三男は三本重ねた紋にした。そして、将来、子孫達がこの紋に出会った時は、先祖が共通であることを認めて助け合うことを約束したという。
祖先伝承が一様ではない為、厳密な時代は分からないが、6代目ニベトラン（萱野茂で17代目）が沙流（サル）地方へ来て、城を構えたのが約300年前とされることから、アイシロシの家紋（一族の紋章）としての歴史は数百年あるとみられる（3人の兄弟以前よりアイシロシがあった語りとなっているため）。
このアイシロシは父から息子へ、そして孫息子へと男系のみで継承される。一方、アイヌ女性は貞操帯の形状や締め方を、母から娘へ、そして孫娘へと女系で継承していった。

## 備考
- アイヌが器物に対して、いつ頃から、シロシ（アイヌ語: Sirosi[3]）をつけるようになったのかの手掛かりとして、蠣崎氏の勝山館跡（15世紀後半から16世紀）から出土した白磁皿の底にある線刻があげられる（この館にはアイヌも住んでいたと考えられている）。Wの上にVをつなげたような（あるいはXとWを掛け合わせたような）印がいくつも見つかっている[4]。
- 一種の占有標（- しるし）であり、和人にも似た文化として「家印」がある。この家印は、本家・分家、または親方・子分とに別けられている[5]。
- アイヌの歌人として有名な違星北斗の家系のアイシロシは、「×」の上下にそれぞれ点を打った形状、「※」の左右の点を抜いた形状だった。そのため×（違い）に星、という意味で「違星」の姓を名乗った。